# Hilda Strike
Hilda G. Strike (née le 1er septembre 1910 à Montréal et décédée le 9 mars 1989) est une athlète canadienne spécialiste du 100 mètres,. Elle mesurait 1,59 m pour 48 kg.

## Biographie

### Palmarès
| Date | Compétition                  | Lieu        | Résultat | Épreuve     | Performance |
| ---- | ---------------------------- | ----------- | -------- | ----------- | ----------- |
| 1932 | Jeux olympiques d'été        | Los Angeles | 2e       | 100 mètres  | 11 s 9      |
| 1932 | Jeux olympiques d'été        | Los Angeles | 2e       | 4 × 100 m   | 47 s 0      |
| 1934 | Jeux de l'Empire britannique | Londres     | 2e       | 100 yards   | 11 s 5      |
| 1934 | Jeux de l'Empire britannique | Londres     | 2e       | 110-220-110 |             |

### Records
| Épreuve    | Performance | Lieu        | Date |
| ---------- | ----------- | ----------- | ---- |
| 100 mètres | 11 s 9      | Los Angeles | 1932 |